# آلفرد استوارد
آلفرد استوارد (به انگلیسی: Alf Steward)، متولد ۱۸ سپتامبر ۱۸۹۶ در منچستر، لنکشایر است. بازیکن و مدیر فوتبال انگلیسی بود. او همچنین برای یازدهمین دوره دوم لنکشایر کریکت بازی کرد. اگرچه در کریکت درجه یک ظاهر نشد. استوارد بین سالهای ۱۹۱۵ و ۱۹۱۸، قبل از پیوستن به استالبریج سلتیک، در فوتبال ارتش به عنوان دروازه‌بان بازی می‌کرد. در سال ۱۹۱۹ او به عنوان آماتور به عنوان پوششی برای جک میو، دروازه‌بان اول انتخاب یونایتد به منچستر یونایتد پیوست. او پیش از این که در ژانویه ۱۹۲۰ نیز در یونایتد حرفه ای با یونایتد بازی کند، در هیتون پارک بازی می‌کرد. اولین بازی یونایتد در اکتبر همان سال آمد و یک برگه تمیز در یک پیروزی ۱–۰ در خانه مقابل پرستون نورث آند حفظ کرد. سرانجام او در فصل ۱۹۲۳–۲۲۴ به‌طور منظم در تیم یونایتد شد و در فصل بعد هم که یونایتد به عنوان دونده برتر به لیگ دسته اول راه یافت، همیشه حضور در فصل بعد بود. بین آوریل ۱۹۲۴ و سپتامبر ۱۹۲۷ قبل از از دست دادن جایگاه خود در لنس رابینسون، ۷ بازی لیگ از ۱۳۹ ممکن برای یونایتد از دست داد. او اولین بار تیم خود را در آوریل ۱۹۲۸ بازیابی کرد و قبل از ترک اولدترافورد در ژوئن ۱۹۳۲، ۱۴۹ بازی دیگر انجام داد و به عنوان مدیر به منچستر نورث پیوست.